# 新原ミナミ
新原 ミナミ（しんばる ミナミ、1989年6月25日 - ）は、日本の女優。福岡県出身。所属事務所はレベリズムスタンド。

## 来歴・人物
2013年8月、A-Theaterの時代活劇『鉄火のいろは -幕末火消四十八景-』で舞台に初出演。2016年9月に所属していたA-Lightを退所し、以後はフリーで活動を続けていた。2019年2月、JJプロモーションへの所属と、芸名を「新原 美波」から「新原 ミナミ」へ改名することを発表した。その後は退所し、再びフリーで活動していた。
2022年12月26日、オフィシャルファンクラブ『新原組（仮）』をFaniconにて設立。
2023年1月7日、ファンクラブ名を『日あたり良好！ミナミ向き』に正式決定。同年、レベリズムスタンド所属となった。
主に東京を中心に舞台出演をしている。女優業の他、船木政秀のもとで舞台の小道具の制作を担当することもある。公式プロフィールには特技に小道具作りのほかにダンスや殺陣を挙げている。
趣味はビリヤード、漫画、アニメ、クイズ、謎解きゲーム。
苗字は「しんばら」や「にいはら」ではなく「しんばる」と読む。主に鹿児島や福岡などの九州地方に多い姓である。
桃が好き。ドライフルーツに始まり、お菓子やお酒、香りなども「桃」製品に惹かれて購入することが多い。紅茶にもハマっている。お気に入りはプレゼントにもらったはちみつ紅茶。
低くて張りのある声は特徴的で、声優を目指した事が俳優となるきっかけともなっているため、声を褒められるのがとても嬉しい。声優の仕事も意欲的にして行きたいと考えている。

## 出演

### 舞台
2013年
- 鉄火のいろは -幕末火消四十八景-（8月29日 - 9月1日、ウッディシアター中目黒） - 糸 役
- 奇々怪々 〜老ノ坂のもののけ達〜（10月9日 - 14日、六行会ホール）
- WORLD（12月19日 - 23日、シアターグリーン BIG TREE THEATER） - イチ 役
  - WORLD（再演）（2015年7月30日 - 8月2日、東京芸術劇場 シアターイースト) - イチ 役

2014年
- つぎはぎだらけのヒーローズ（2月12日 - 16日、萬劇場） - 愛結(あむ) 役
- 氷のほむら（6月14日 - 18日、シアターKASSAI） - 相楽六花 役
- ゲキバカ・ディスティニーランド（9月18日・20日 - 23日・25日 - 28日(黄金のコメディフェスティバル2014)、シアター風姿花伝）
- RomeO and JulieT（10月16日 - 20日、新宿シアターモリエール） - ティボルト 役
- くれない博徒 〜壺振りおりん花合わせ〜（12月25日 - 28日、シアターグリーン BOX in BOX THEATER） - まち 役

2015年
- PRISM（再演）（2月4日 - 8日、シアターグリーン BIG TREE THEATER） - 巴 役
- 想い出パレット〜乙女の戦、両国場所〜（3月4日・5日・7日 - 9日、Air studio）
- あまもり（4月1日 - 5日、東京芸術劇場 シアターイースト） - パパラッチーニ / アンサンブル 役
- かもふらーじゅ（5月26日 - 31日、LE DECO 4）
- The Twelfth Night〜「十二夜」より〜（10月28日 - 11月1日、新宿シアターモリエール） - ヴァイオラ 役

2016年
- エチュ1グランプリ（2月7日、神保町花月）
- ひゃくはち問答〜拝まれ真如顛末記〜（3月2日 - 6日、テアトルBONBON） - あだか 役
- クジラの子らは砂上に歌う（4月14日 - 19日、AiiA 2.5 Theater Tokyo） - イティア 役
  - クジラの子らは砂上に歌う（再演）（2018年1月25日 - 28日・2月2日 - 2月4日、AiiA 2.5 Theater Tokyo・サンケイホールブリーゼ） - イティア 役

- ごんべい（5月20日 - 23日・27日 - 30日、東京芸術劇場 シアターウエスト・HEP HALL） - おふね 役
- 虚言癖倶楽部（8月3日・4日・6日・7日、サンモールスタジオ） - 横井瑞希 役
- きら星のごとく〜おんな北斎藍色草紙〜（9月7日 - 11日、シアターグリーン BIG TREE THEATER） - お夕 役
- Macbeth SC〜「マクベス」より〜（10月13日 - 17日、ラゾーナ川崎プラザソル） - 魔女2〈シリアス〉 / 魔女3〈コメディ〉 役
- 冬のはちとら短編集「新・今昔看板娘盛衰記」（12月16日 - 18日、ステージカフェ下北沢亭） - 美鶴 役

2017年
- prey on（1月25日 - 29日、ワーサルシアター） - 今掘杏里 役
- スジガキ（2月28日 - 3月5日、下北沢Geki地下Liberty）
- 忘れな三助〜大江戸絢爛湯屋物語〜（4月19日 - 23日、ザ・ポケット） - お葉 役
- good and evil（6月14日 - 18日、六行会ホール） - ヘンリー 役
- Die yet〜正しい寿命の減らし方〜（7月22日 - 25日） - 奪衣婆 役
- 明け方に嗤う（9月21日 - 10月1日、Theater新宿スターフィールド） - チエ 役
- じゃじゃ馬ならし（11月3日 - 5日・8日 - 12日、川崎ラゾーナプラザソル） - ルーセンショー 役
- TONKACHI-GIRL（11月22日 - 26日、ワーサルシアター） - 三好陽菜 役
- ピッッツァ☆（12月23日 - 30日、シアターサンモール） - ペスィー / ゆりりん / カップルの女性 役

2018年
- 雨を忘れる（2月21日 - 25日、アトリエファンファーレ高円寺） - ミズキ / 大家 役
- アリスの愛はどこにある（4月25日 - 29日、新宿シアターモリエール） - グレイス 役
  - アリスの愛はどこにあるDVD発売イベント（8月26日、新宿シアターモリエール）

- 炎の蜃気楼昭和編 散華行ブルース（8月11日 - 19日、全労済ホールスペース・ゼロ） - 松子 役 ほか
- Casual Meets Shakespeare 『Hamlet SC』(9月28日 - 10月8日、ラゾーナ川崎プラザソル) - 役者 役
- 鉄コン筋クリート（11月18日 - 11月25日、天王洲 銀河劇場） - 朱美 役

2019年
- カルパノーラマ（1月23日 - 27日、渋谷・伝承ホール） - 役不明
- 魍魎の匣（6月21日 - 30日、天王洲 銀河劇場 / 7月4日 - 7日、AiiA 2.5 Theater Kobe） - 寺田サト 役
- 勇者配信中（8月14日 - 18日、テアトルBONBON）

2020年
- 『FINAL FANTASY BRAVE EXVIUS』THE MUSICAL（3月12日、新型コロナウィルス感染症流行の影響で無観客公演の配信） - ソフィア 役
- 家庭教師ヒットマンREBORN! the STAGE 隠し弾（SECRET BULLET）（11月7日 - 15日、天王洲 銀河劇場 / 11月19日 - 22日、京都劇場） - アンサンブル

2021年
- 家庭教師ヒットマンREBORN! the STAGE-episode of FUTURE- 前編（7月16日 - 22日、天王洲 銀河劇場 / 8月6日 - 8日、サンケイホールブリーゼ） - ラル・ミルチ 役 

2022年
- 安達健太郎演出CONTE STAGE『和室のオラウータン』（4月7日 - 10日、池袋GEKIBA）
- 舞台「薔薇王の葬列」（6月10日 - 19日、日本青年館ホール） - アンサンブル
- 舞台「雨降る正午、風吹けば」（7月13日 - 24日、王子小劇場 / 8月18日 - 21日、大阪市立芸術創造館） - 山本幸恵 役（夏組）
- 2人芝居「ふたりよがり」(9月23日 - 25日、池袋GEKIBA) - 3作品オムニバス「無色透明ビニール」原作：えのもとぐりむ

2023年
- 舞台「モノノ怪〜化猫〜」（2月4日 - 3月15日、飛行船シアター） - 阪井水江 役
- What's a Wedding? （3月22日 - 3月26日、絵空箱/Bubble Rat企画） - 泡瀬スミレ 役
- 『チェンソーマン』ザ・ステージ（9月16日 - 10月1日、天王洲 銀河劇場 / 10月6日 - 9日、京都劇場）- アンサンブル

2024年
- Casual Meets Shakespeare 『OTHELLO SC』(1月18日 - 1月28日、シアターサンモール) - ビアンカ 役
- E-Stage Topiaプロデュース『VALENT』（2月7日 - 11日、ザ・ポケット） 商店街会長 役
- 舞台「モノノ怪〜座敷童子〜」（3月21日 - 24日、IMM THEATER / 3月29日 - 31日、COOL JAPAN PARK OSAKA WWホール / 4月4日 - 7日、IMM THEATER） - 久代 役

2025年
- 舞台「マイホームヒーロー」（11月13日 - 24日〈予定〉、品川プリンスホテル クラブeX） - 間島恵子 役

### テレビ
- NexT『SELECT』（2014年5月7日・14日、日本テレビ）[23]
- 青のSP―学校内警察・嶋田隆平―（2021年1月12日 - 3月16日、関西テレビ・フジテレビ）
- ドクターホワイト 第5話（2022年2月14日、フジテレビ） - 留奈 役
- 元彼の遺言状 第4話（2022年5月2日、フジテレビ）
- 罠の戦争（2023年1月16日 - 、カンテレ制作・フジテレビ系列） - 小鳩莉子（鴨居ゆう子厚生労働大臣秘書）役
- 育休刑事 第9話（2023年6月13日、NHK総合）- 女刑事 役
- ホスト相続しちゃいました 第10話【苦しむ姫･･･ホストの生業】（2023年6月20日、カンテレ制作・フジテレビ系列）- 桜子 役
- マウンテンドクター 第5話（2024年8月５日、カンテレ制作・フジテレビ系列）- 中林麻里子 役

### 映画
- HK 変態仮面（2013年4月13日、ティ・ジョイ） - 下着屋の客 役
- イマジネーションゲーム（2018年7月28日、プレシディオ）

### ラジオ
※はインターネット配信。
- snackエイプリルフール（2017年8月 - 、YouTube※） - 美波ちゃん 役[注 12]

## 制作
- 舞台「あまもり」（2015年4月） - 小道具制作
- 舞台「ダレノカミサマ」（2015年9月） - 小道具制作